# Mims Chapel (Panola County)
Mims Chapel, kurz Mims, ist eine Streusiedlung im Panola County im Osten des amerikanischen Bundesstaats Texas. Sie liegt wenige Kilometer westlich der Ortschaft Elysian Fields an der Landstraße FM 1186.

## Geschichte
Die Siedlung Mims Chapel wurde vermutlich nach dem Ende des Amerikanischen Bürgerkriegs von ehemaligen Sklaven (freedmen) gegründet und wuchs um eine Kirche herum, die dem Ort auch den Namen gab. Nach 1890 ist hier eine segregierte Schule für schwarze (afroamerikanische) Kinder nachgewiesen. Die Einwohnerentwicklung erreichte ihren Höhepunkt in den 1930er Jahren, zu dieser Zeit existierte hier noch ein zweites Gotteshaus. In den folgenden Jahren verlor der Ort durch Abwanderung einen großen Teil seiner Bevölkerung. Aktuelle Daten zur Einwohnerentwicklung von Mims Chapel liegen nicht vor, da die Siedlung nicht inkorporiert ist und vom United States Census Bureau nicht als statistische Einheit erfasst wird. Das Handbook of Texas Online der Texas State Historical Association gibt an, dass der Ort in den 1990er Jahren nur noch aus wenigen verstreuten Häusern bestand; seit der Eintragung in die topographische Datenbank des United States Geological Survey im Jahre 1979 wird Mims Chapel dort nicht einmal als Siedlung, sondern nur als Kirche geführt.